# Nieobjęta ziemia
Nieobjęta ziemia – tom wierszy Czesława Miłosza wydany w 1984 r. przez Instytut Literacki w Paryżu jako 370. tom Biblioteki „Kultury”.
Pierwszy wydany po przyznaniu poecie Nagrody Nobla w 1980 r. tom poezji zawiera utwory powstałe w latach 1981-1984. Oprócz wierszy i małych form prozatorskich zbiór zawiera liczne epigrafy (motta), listy od Józefa Czapskiego i Jeanne Hersch, poematy: Ogród Rozkoszy Ziemskich (inspirowany tryptykiem Hieronima Boscha)  i Ksiądz Ch., po latach oraz przekłady poetyckie D.H. Lawrence'a i Walta Whitmana.

## „Forma bardziej pojemna”
Tom jest efektem poszukiwań przez Miłosza „formy bardziej pojemnej”, skomponowanej na pograniczu wypowiedzi poetyckiej, eseistycznej i prozatorskiej, znacznie poszerzającej możliwość wyrazu. We wstępie autor pisze: 

Czemu nie zawrzeć w jednej książce sentencji zakreślonych przy lekturze różnych pisarzy, dlatego że uderzyły nas jako trafne, własnych wierszy, przekładów z innych poetów, zapisów prozą, a nawet listów od przyjaciół, jeżeli dotyczyły niepokojących nas pytań?

Można ją czytać jako dziennik prowadzony przez „podróżnego świata” w latach 1981-1984, złożony nie tylko z wierszy, ale także cytatów z dzieł innych pisarzy i filozofów (m.in. Pascala, Goethego, Oskara Miłosza, Swedenborga, Simone Weil, Casanovy, Paula Valéry), refleksji prozą wyjętych z brulionów i notatników, fragmentów listów od przyjaciół, krótkich notatek-rozważań, mott, odnośników, przypisków itp.

## Heloiza
Po latach Nieobjętą ziemię poeta nazwał tomem o miłości i śmierci. Inspiracją do powstania zbioru stała się znajomość z młodą polonistką i dziennikarką z Polski Ewą, z którą ponad siedemdziesięcioletni wówczas poeta spotkał się jesienią 1978 r. w Nowym Jorku. Znajomość trwała trzy lata. Poeta nosił się nawet z zamiarem opuszczenia żony Janiny, jednak przysięga małżeńska miała dla niego dużą wartość. W kwietniu 1984 r. napisał pożegnalny wiersz Do Heloizy, którego ostatecznie nie zdecydował się włączyć do zbioru. Utwór po raz pierwszy ukazał się w numerze specjalnym „Zeszytów Literackich” w 2011 r. zatytułowanym I książki mają swój los. Konstanty Jeleński w liście do Czesława Miłosza z 30 czerwca 1984 r. pisał: 

Jest to tom „pod znakiem Ewy”, spięty (od  Ogrodu Ziemskich Rozkoszy do Poety siedemdziesięcioletniego klamrą jej klejnotu (…). Dziwne to jednak (dziwne, dziwne…), ze Ewa odeszła w chwili, gdy ten tom był gotowy do druku, tak jakby „tom” i „czas miłości” były równolegle z góry zakreślone do 1000 dni i 170 stron.

Według biografa poety Andrzeja Franaszka, Nieobjętą ziemię można traktować jako przewodnik po poetyckim i intelektualnym świecie Czesława Miłosza.

## Wydania polskie
- Paryż: Instytut Literacki, 1984
- Kraków: WTO, 1985 (drugi obieg)
- Kraków: Krakowskie Towarzystwo Wydawnicze, 1986 (drugi obieg)
- Łódź: Wydawnictwo Solidarność Walcząca, 1987 (drugi obieg)
- Kraków: Wydawnictwo Literackie, 1988 (pierwsze oficjalne wydanie krajowe)
- Wrocław: Wydawnictwo Dolnośląskie, 1996
- Gdańsk: słowo/obraz terytoria, 2011

## Przekłady na języki obce
- Unattainable Earth, New York: The Ecco Press, 1986
- Terre inepuisable, Paris: Fayard, 1988, 1989

## Wybór recenzji
- Błoński Jan, Muzyka późnych lat albo o formie moralnej, „Tygodnik Powszechny” 1986, nr 27, s. 3.
- Dedalus Stefan (Adam Poprawa), Obejmowanie ziemi, „Obecność” 1986, nr 15, s. 108-112.
- Duszka Wanda, Wejście do ogrodu, „Znak” 1986, nr 7-8, s. 245-251.
- Fiut Aleksander, „Wymyka się co dotykalne”, „Zeszyty Literackie” 1985, nr 11, s. 140-146.
- Michałowski Piotr, Miłosza wszechświat poszczególny, „Nowe Książki” 1989, nr 9, s. 37-39.
- Szaruga Leszek, Księga, „Wybór” 1985, nr 8, s. 1-2.
- Woroszylski Wiktor, Lipiec, wakacje, lektury, „Więź” 1985, nr 10-12, s. 252-256.
- Zawada Andrzej, „Przeciwko chaosowi i nicości”, „Odra” 1989, nr 6, s. 97-99.